# 86e division d'infanterie territoriale
Pour les articles homonymes, voir 86e division.
La 86e division d'infanterie territoriale (ou 86e division territoriale, 86e DT) est le nom d'une unité de l’Armée française, qui a participé au début de la Première Guerre mondiale.

## Les chefs de la86edivisiond'infanterie territoriale
- 2 août 1914 - 13 septembre 1914 : général Mayniel
- 7 octobre 1914 : général Leblond
- 27 mai 1915 - 14 juin 1915 : général Nicolas

## Composition
- 171e brigade territoriale[1] :
  - 69e régiment d'infanterie territoriale
  - 70e régiment d'infanterie territoriale
- 172e brigade territoriale[1] :
  - 71e régiment d'infanterie territoriale
  - 72e régiment d'infanterie territoriale

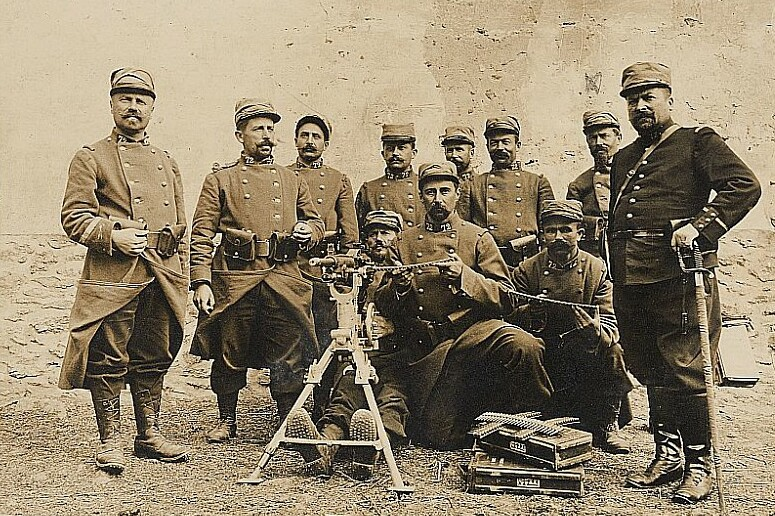
Portrait de mitrailleurs du autour de leur mitrailleuse Saint-Étienne modèle 1907, en 1914.

- Cavalerie : deux escadrons du 25e régiment de dragons[1]
- Artillerie : un groupe de 75 du 49e régiment d'artillerie de campagne[1]
- Génie : compagnie 9/3T du 6e régiment du génie à partir de la fin 1914[1]
- Service de santé : ambulance 1/86[1]

## Historique

### 1914
- 2 - 8 août : les unités de la divisions sont mobilisées dans la 9e région militaire[2].
- 8 août – 11 décembre : Transport par voie ferrée dans le camp retranché de Paris ; travaux de défense et instruction[2].

2 septembre : la 86e DIT occupe le secteur situé entre la route de Paris-Senlis et l'Oise.
- 11 décembre 1914 – 7 mars 1915 : Mouvement vers Liancourt, par Luzarches ; repos[2].
  - Dès le 30 décembre 1914, des éléments de la 86e DT sont mis à la disposition du 13e CA et de la 26e DI. À partir du 19 janvier 1915, d'autres éléments de la 86e DT sont mis à la disposition du 14e CA.
  - À partir du 31 janvier 1915, travaux dans la région de Clermont.
  - À partir du 22 février, stationnement vers Laversines.

### 1915
- 7 mars - 18 juin : Transport par  voie ferrée dans la région de Margny-sur-Matz; travaux (éléments en secteur)[2].
  - À partir du 26 avril, occupation, par l'une des brigades, d'un secteur à l'est de Mareuil-la-Motte.
- 18 juin : Dissolution[2].
  - Les 71e et 72e RIT restent au  13e CA, les 69e et 70e RIT passent temporairement à la  26e DI.

## Rattachements
La division est rattachée au Gouvernement militaire de Paris du 9 août au 12 décembre 1914, puis à la IIe Armée du 13 décembre 1914 au 18 juin 1915.

## Sources